# Ciurari-Deal, Teleorman
Ciurari-Deal este un sat în comuna Gratia din județul Teleorman, Muntenia, România.

## Toponimie
Numele satului se trage de la o ocupație foarte veche pe care o aveau locuitorii așezării, si anume confecționarea de ciururi din piele de vită, utilizate la selecționarea grânelor.